# Bartolomeo Aicardi Visconti
Pour les articles homonymes, voir Visconti et Aicardi.
Bartolomeo Aicardi Visconti (né en 1402 à San Giorgio di Lomellina, en Lombardie, Italie, alors dans le duché de Milan, et mort le 28 avril 1457) est un pseudo-cardinal italien du XVe siècle. Son père a reçu l'autorisation d'ajouter Visconti à son nom, après avoir dénoncé une conspiration contre le duc de Milan, Philippe Marie Visconti.

## Biographie
Bartolomeo Aicardi Visconti étudie à l'université de Pavie et est clerc de Pavie. En 1429 il est nommé évêque de Novare, où son secrétaire est Silvio Piccolomini, le futur Pie II. Il conspire à Florence contre le pape Eugène IV, qui le dépose comme évêque. Il se refuge à Bâle et joint le schisme.
L'antipape Félix V le crée cardinal lors du consistoire du 12 avril 1440. Après la mort de Philippe Marie Visconti, duc de Milan en 1450, il est conseiller et secrétaire du nouveau duc Francesco Sforza et devient ambassadeur du duc près du Saint-Siège. Sur demande du duc, il renonce au cardinalat en 1456.